# جزيرة دوسي
تقع جزيرة دوسي (بالإنجليزية: Ducie Island)‏ غرب القارة الأمريكية، تحديدها الفلكي بين خطي طول 125 و 130 درجة غرب خط غرينتش، وبين خطي عرض 21 و 24 درجة جنوب خط الاستواء، وهي موجودة جنوب جزر بيتكيرن، وتعتبر وجهة سياحية.
مساحتها حوالي 10 آلاف كلم مربع.
ويسكنها ما يقارب 2000 نسمة.

## معرض صور

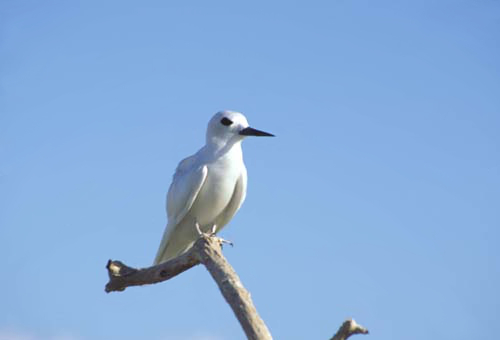
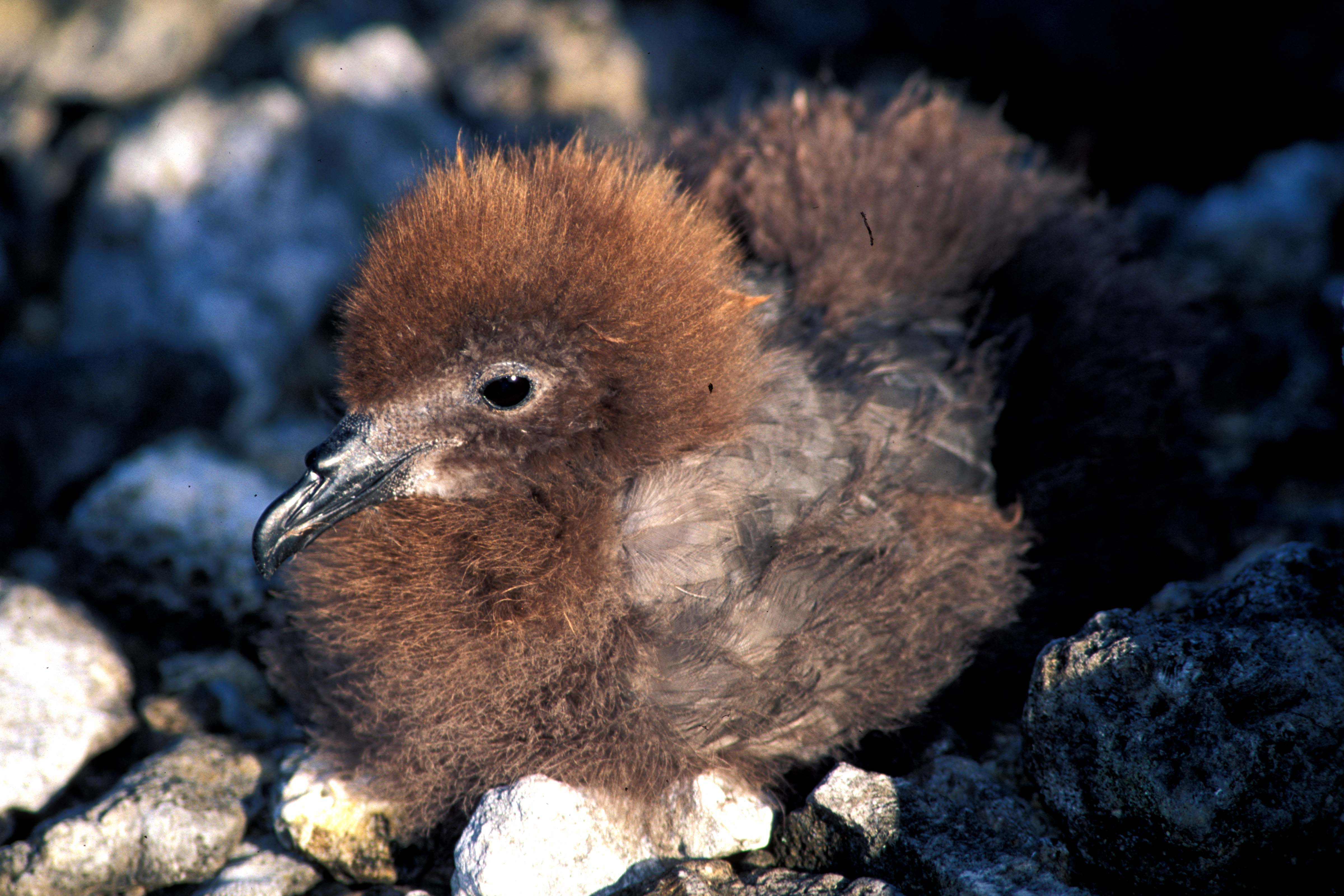
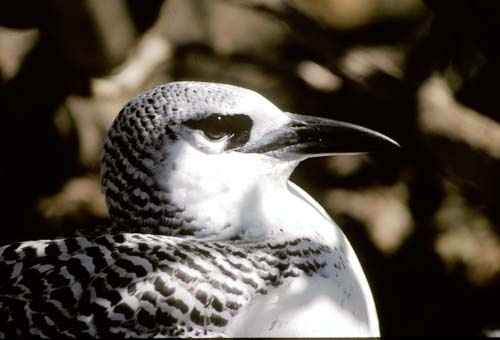
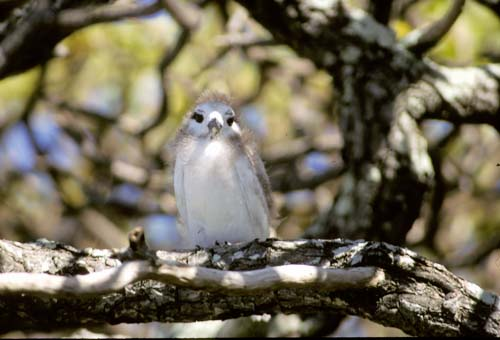